# Okilani Tinilau
Okilani Tinilau (Nukulaelae, 2 gennaio 1989) è un velocista e calciatore tuvaluano, centrocampista del FC Manu Laeva.

## Biografia
All'età di 17 anni prende parte alla prima spedizione olimpica della nazionale di Tuvalu ai Giochi olimpici di Pechino 2008. In quest'occasione ha preso parte alla gara dei 100 metri senza andare oltre le batterie iniziali. È stato designato come portabandiera della delegazione in occasione della cerimonia di chiusura della manifestazione olimpica Ha rappresentato lo stato insulare ancora in tre edizioni dei Mondiali, senza andare oltre le prime gare.
Tinilau è stato anche membro della nazionale di calcio di Tuvalu nel ruolo di centrocampista, partecipando nel 2011 ai Giochi del Pacifico di Numea e ha partecipato nel 2018 alla CONIFA World Cup.

## Palmarès

### Atletica leggera
| Anno | Manifestazione       | Sede    | Evento         | Risultato   | Prestazione | Note                                     |
| ---- | -------------------- | ------- | -------------- | ----------- | ----------- | ---------------------------------------- |
| 2008 | Giochi olimpici      | Pechino | 100 m piani    | Batteria    | 11"48       |                                          |
| 2009 | Mondiali             | Berlino | 100 m piani    | Batteria    | 11"57       | Miglior prestazione personale stagionale |
| 2011 | Mondiali             | Taegu   | 100 m piani    | Preliminare | 11"58       |                                          |
| 2011 | Giochi del Pacifico  | Numea   | Salto in lungo | 5º          | 6,68 m      |                                          |
| 2011 | Campionati oceaniani | Apia    | Salto in lungo | Bronzo      | 7,02 m      |                                          |
| 2011 | Campionati oceaniani | Apia    | Salto triplo   | Bronzo      | 13,61 m     |                                          |
| 2013 | Mondiali             | Mosca   | 100 m piani    | Preliminare | 11"57       |                                          |

## Altre competizioni internazionali
2009
- ai Campionati polinesiani ( Gold Coast), salto in lungo - 6,62 m